# Кева-даці
Кева даці або кева датсі, або кева датші (англ. Kewa datshi) — національна страва бутанської кухні, яку готують з картоплі та сиру. З мови дзонг-ке (Бутан) кева перекладається як картопля, а даці як сир.

## Опис приготування
Кева даці готують з картоплі та сиру з коров’ячого молока або сиру з молока яка.
Інгредієнти
- картопля – 4 шт.
- сир – 1/3 склянки
- цибуля – 1/4 склянки
- олія – 1 ч. ложка
- сіль – 1 ч. ложка
- порошок чилі перцю — 1/2 ч. ложки

Нарізати картоплю та сир на маленькі шматки. Покласти їх в каструлю разом з олією та сіллю, залити водою, поставити на вогонь. Коли картопля буде готова, додати сир та цибулю. Перед подачею на стіл поперчити.